# Flesh Eater
La venganza de los Zombies Vivientes (en inglés: Flesheater) es una película de terror filmada en Beaver Falls, Pensilvania, Estados Unidos, y estrenada en 1988. Dirigida y protagonizada por Scott William Hinzman.

## Sinopsis
Un grupo de jóvenes decide acampar para Halloween en un frondoso bosque y son llevados hasta él después de un largo trayecto por un granjero en su tractor. Todo marcha a la perfección cuando otro granjero encuentra un extraño ataúd enterrado debajo de un tronco. Al abrirlo, "Flesheater" (Hinzman) ataca al granjero, para así convertirlo en un zombi e ir tras los jóvenes.

## Reparto
- S. William Hinzman como FleshEater (como Bill Hinzman).
- John Mowod como Bob.
- Leslie Ann Wick como Sally.
- Kevin Kindlin como Ralph.
- Charis Kirkpatrik Acuff como Lisa.
- James J. Rutan	como Eddie.
- Lisa Smith como Kim.
- Denise Morrone como Carrie.
- Mark Strycula como Bill.
- Kathleen Marie Rupnik como Julie.